# Liste des présidents du gouvernement de Macédoine du Nord

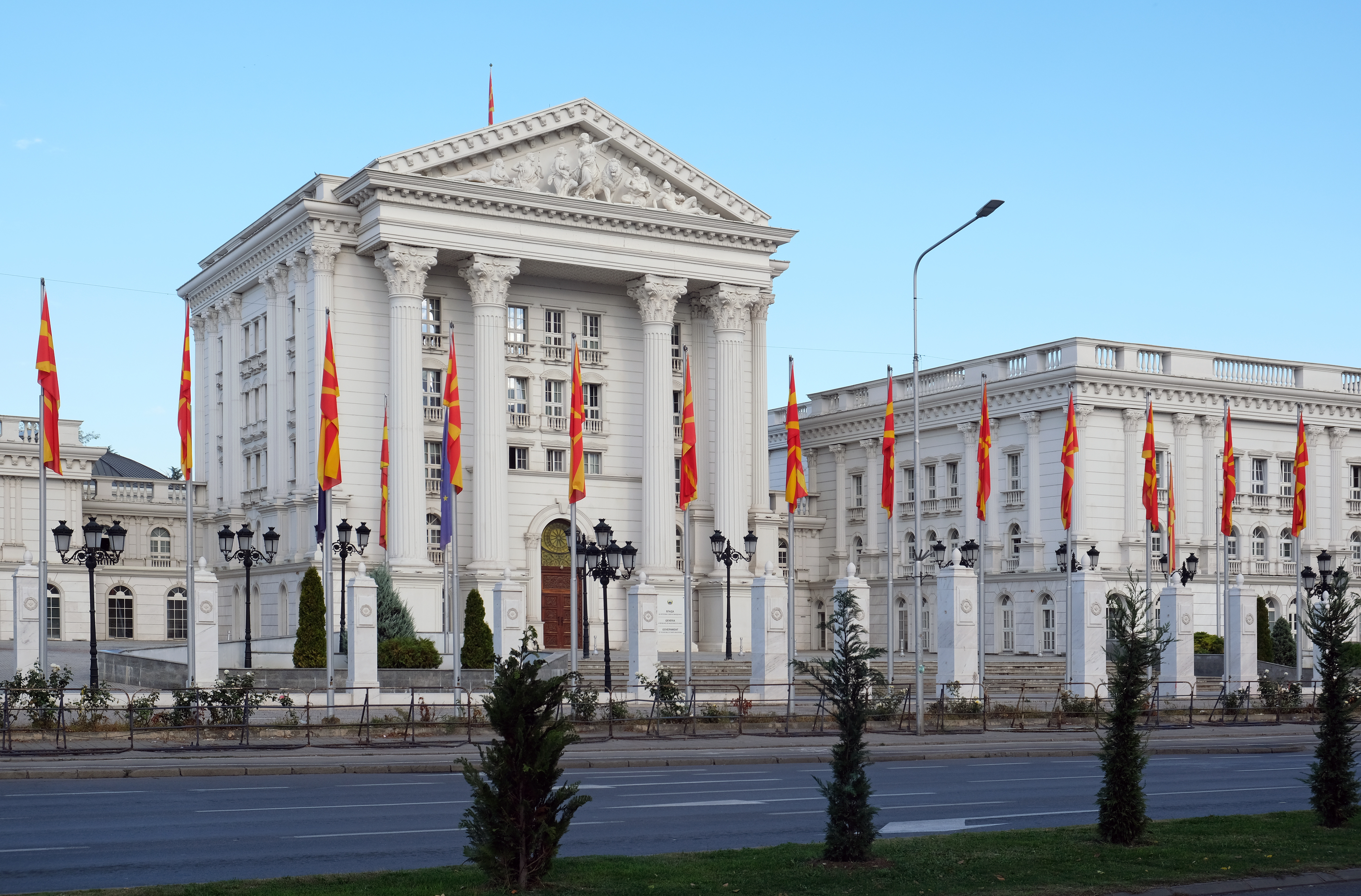
Le président du gouvernement réside au Palais du gouvernement à Skopje.

Cette page dresse la liste des présidents du gouvernement de la Macédoine du Nord depuis la proclamation de son indépendance de la Yougoslavie le 8 septembre 1991.

## Liste
| Nom | Nom | Nom                     | Mandat                                                           | Parti      |
| --- | --- | ----------------------- | ---------------------------------------------------------------- | ---------- |
|     |     | Nikola Kljusev          | 8 septembre 1991 – 5 septembre 1992 (11 mois et 28 jours)        | Aucun      |
|     |     | Branko Crvenkovski      | 5 septembre 1992 – 30 novembre 1998 (6 ans, 2 mois et 25 jours)  | SDSM       |
|     |     | Ljubčo Georgievski      | 30 novembre 1998 – 1er novembre 2002 (3 ans, 11 mois et 2 jours) | VMRO-DPMNE |
|     |     | Branko Crvenkovski      | 1er novembre 2002 – 12 mai 2004 (1 an, 6 mois et 11 jours)       | SDSM       |
|     |     | Radmila Šekerinska a.i. | 12 mai – 4 juin 2004 (23 jours)                                  | SDSM       |
|     |     | Hari Kostov             | 4 juin – 18 novembre 2004 (5 mois et 14 jours)                   | Aucun      |
|     |     | Radmila Šekerinska a.i. | 18 novembre – 15 décembre 2004 (27 jours)                        | SDSM       |
|     |     | Vlado Bučkovski         | 15 décembre 2004 – 28 août 2006 (1 an, 8 mois et 13 jours)       | SDSM       |
|     |     | Nikola Gruevski         | 28 août 2006 – 15 janvier 2016 (9 ans, 4 mois et 18 jours)       | VMRO-DPMNE |
|     |     | Emil Dimitriev          | 15 janvier 2016 – 31 mai 2017 (1 an, 4 mois et 16 jours)         | VMRO-DPMNE |
|     |     | Zoran Zaev              | 31 mai 2017 – 3 janvier 2020 (2 ans, 7 mois et 3 jours)          | SDSM       |
|     |     | Oliver Spasovski        | 3 janvier 2020 – 30 août 2020 (7 mois et 27 jours)               | SDSM       |
|     |     | Zoran Zaev              | 30 août 2020 – 16 janvier 2022 (1 an, 4 mois et 17 jours)        | SDSM       |
|     |     | Dimitar Kovačevski      | 16 janvier 2022 – 28 janvier 2024 (2 ans et 12 jours)            | SDSM       |
|     |     | Talat Xhaferi           | 28 janvier 2024 – 23 juin 2024 (4 mois et 26 jours)              | BDI/DUI    |
|     |     | Hristijan Mickoski      | Depuis le 23 juin 2024 (8 mois et 10 jours)                      | VMRO-DPMNE |